# Vjacsaszlav Francavics Kebics
Vjacsaszlav Francavics Kebics (beloruszul: Вячаслаў Францавіч Кебіч, oroszul: Вячесла́в Фра́нцевич Ке́бич; Koniuszewszczyzna, 1936. június 10. – Minszk, 2020. december 9.) fehérorosz politikus, 1991 és 1994 között Fehéroroszország első miniszterelnöke volt.

## Miniszterelnökként
Kebics volt Fehéroroszország első miniszterelnöke, 1991-től 1994-ig. Hivatali ideje alatt oroszbarát álláspontot képviselt. 1994 február elején kijelentette, hogy továbbra is az Oroszországgal való monetáris unió mellett fog kampányolni, ahogyan mindig is tettem és teszem most is. Ez nem csak a gazdasági körülmények kérdése. A legszorosabb szellemi kötelékek kötnek össze bennünket; közös a történelmünk és hasonló a kultúránk". Március elején azt mondta a parlamentben, hogy a belorusz-orosz kapcsolatok Minszk alapvető külpolitikai prioritása, a belorusz-orosz kultúra közössége, a két testvérnép azonos érdekei miatt.

## Halála
Kebics 2020. december 9-én halt meg a COVID-19-ben.